# 掛合町
掛合町（かけやまち）は、かつて島根県の内陸部にあった町。飯石郡に属した。2004年11月1日に合併して現在は雲南市掛合町（かけやちょう）となっている。出身著名人に内閣総理大臣の竹下登がいる。

## 地理
島根県の内陸部に位置していた。

## 歴史
- 1889年（明治22年）4月1日 - 町村制の施行により、掛合村・懸合町の区域をもって掛合村が発足。
- 1951年（昭和26年）4月1日 - 掛合村が多根村・松笠村と合併し、改めて掛合村が発足。
- 1951年（昭和26年）8月1日 - 掛合村が町制施行して掛合町となる。
- 1955年（昭和30年）4月1日 - 波多村と合併し、改めて掛合町が発足。
- 2004年（平成16年）11月1日 - 三刀屋町・吉田村・大原郡大東町・木次町・加茂町と合併して雲南市が発足。同日掛合町廃止。

## 経済

### 産業
農業
『大日本篤農家名鑑』によれば、掛合村の篤農家は「板垣榮次郎、日森文太郎、三松武次郎、石飛蔵太、影山捨蔵、藤原覚市、白築茂朝、影山孝市、白築幸幹」などである。

## 教育
- 掛合町立掛合小学校
- 掛合町立掛合中学校
- 島根県立三刀屋高等学校掛合分校

## 交通

### 鉄道路線
町内を鉄道路線は通っていない。鉄道を利用する場合の最寄り駅は、JR西日本木次線木次駅。

### 道路

#### 国道
- 国道54号

#### 県道
- 島根県道38号掛合上阿井線
- 島根県道39号湖陵掛合線
- 島根県道40号川本波多線
- 島根県道283号宮内掛合線
- 島根県道325号佐田八神線

## 町長
- 竹下勇造
- 景山俊弘
- 落合良夫
- 影山喜文（最後の町長）

## 出身人物
- 竹下儀造（酒造家、政治家）
- 竹下登（第74代内閣総理大臣）
- 竹下亘（元衆議院議員、元復興大臣、報道記者）
- 石飛厚志（雲南市長）
- 中澤一夫（実業家）